# La Reforma, Atzalan
La Reforma är en ort i Mexiko.   Den ligger i kommunen Atzalan och delstaten Veracruz, i den sydöstra delen av landet, 230 km öster om huvudstaden Mexico City. La Reforma ligger 830 meter över havet och antalet invånare är 155.
Terrängen runt La Reforma är huvudsakligen kuperad, men åt sydost är den bergig. Terrängen runt La Reforma sluttar norrut. Runt La Reforma är det ganska tätbefolkat, med 129 invånare per kvadratkilometer. Närmaste större samhälle är Misantla, 18,8 km öster om La Reforma. Omgivningarna runt La Reforma är en mosaik av jordbruksmark och naturlig växtlighet.